# Angry young men
Os “angry young men” eram um grupo de dramaturgos e romancistas britânicos, na sua maioria da classe média e trabalhadora, que se tornaram proeminentes na década de 1950. As principais figuras do grupo incluíam John Osborne e Kingsley Amis; outras figuras populares incluíam John Braine, Alan Sillitoe e John Wain. A frase foi originalmente cunhada pelo assessor de imprensa do Royal Court Theatre para promover a peça de Osborne Look Back in Anger, de 1956. Pensa-se que deriva da autobiografia de Leslie Paul, fundador do Woodcraft Folk, cujo Angry Young Man foi publicado em 1951.
Na sequência do sucesso da peça de Osborne, a etiqueta “angry young men” foi mais tarde aplicada pelos meios de comunicação britânicos para descrever jovens escritores que se caracterizavam por uma desilusão com a sociedade britânica tradicional. O termo, sempre impreciso, começou a ter menos significado ao longo dos anos, à medida que os escritores a quem foi originalmente aplicado se tornaram mais divergentes, e muitos deles rejeitaram o rótulo como inútil. O crítico literário Terry Eagleton observou que o grupo “não era exatamente um grupo, uma vez que mal se conheciam e, para além de serem jovens, não partilhavam quase nada em comum, muito menos a raiva”.

## Escritores associados
- Kingsley Amis
- John Arden
- Stan Barstow
- Edward Bond
- John Braine
- Michael Hastings
- Thomas Hinde
- Stuart Holroyd
- Bill Hopkins
- Bernard Kops
- Doris Lessing
- Iris Murdoch
- John Osborne
- Harold Pinter
- Alan Sillitoe
- David Storey
- Kenneth Tynan
- John Wain
- Keith Waterhouse
- Arnold Wesker
- Colin Wilson